# Lijst van voetbalinterlands Mexico - Paraguay
Deze lijst van voetbalinterlands is een overzicht van alle officiële voetbalwedstrijden tussen de nationale teams van Mexico en Paraguay. De landen speelden tot op heden 21 keer tegen elkaar. De eerste ontmoeting, een kwalificatiewedstrijd voor het Wereldkampioenschap voetbal 1962, werd gespeeld in Mexico-Stad op 29 oktober 1961. Het laatste duel, een vriendschappelijke wedstrijd, vond plaats op 1 september 2022 in Atlanta (Verenigde Staten).

## Wedstrijden
| №  | Plaats                   | Datum            | Competitie           | Wedstrijd         | Uitslag |
| -- | ------------------------ | ---------------- | -------------------- | ----------------- | ------- |
| 1  | Mexico-Stad              | 29 oktober 1961  | WK 1962 kwalificatie | Mexico – Paraguay | 1 – 0   |
| 2  | Asunción                 | 5 november 1961  | WK 1962 kwalificatie | Paraguay – Mexico | 0 – 0   |
| 3  | Mexico-Stad              | 24 april 1966    | Vriendschappelijk    | Mexico – Paraguay | 7 – 0   |
| 4  | Mexico-Stad              | 7 juni 1986      | WK 1986              | Mexico – Paraguay | 1 – 1   |
| 5  | Mexico-Stad              | 10 juni 1993     | Vriendschappelijk    | Mexico – Paraguay | 3 – 1   |
| 6  | Maldonado                | 6 juli 1995      | Copa América 1995    | Mexico – Paraguay | 1 – 2   |
| 7  | Mexico-Stad              | 18 maart 1998    | Vriendschappelijk    | Mexico – Paraguay | 1 – 1   |
| 8  | Pedro Juan Caballero     | 28 april 1999    | Vriendschappelijk    | Paraguay – Mexico | 2 – 1   |
| 9  | Chicago                  | 13 oktober 1999  | Vriendschappelijk    | Mexico – Paraguay | 0 – 1   |
| 10 | Cali                     | 15 juli 2001     | Copa América 2001    | Paraguay – Mexico | 0 – 0   |
| 11 | San Diego                | 26 maart 2003    | Vriendschappelijk    | Paraguay – Mexico | 1 – 1   |
| 12 | Chicago                  | 29 maart 2006    | Vriendschappelijk    | Mexico – Paraguay | 2 – 1   |
| 13 | San Nicolás de los Garza | 25 maart 2007    | Vriendschappelijk    | Mexico – Paraguay | 2 – 1   |
| 14 | Mexico-Stad              | 5 juni 2007      | Vriendschappelijk    | Mexico – Paraguay | 0 – 1   |
| 15 | Maturín                  | 8 juli 2007      | Copa América 2007    | Mexico – Paraguay | 6 – 0   |
| 16 | Oakland                  | 26 maart 2011    | Vriendschappelijk    | Mexico – Paraguay | 3 – 1   |
| 17 | Kansas City              | 31 maart 2015    | Vriendschappelijk    | Mexico – Paraguay | 1 – 0   |
| 18 | Atlanta                  | 28 mei 2016      | Vriendschappelijk    | Mexico – Paraguay | 1 – 0   |
| 19 | Seattle                  | 1 juli 2017      | Vriendschappelijk    | Mexico − Paraguay | 2 − 1   |
| 20 | Santa Clara              | 26 maart 2019    | Vriendschappelijk    | Mexico − Paraguay | 4 − 2   |
| 21 | Atlanta                  | 1 september 2022 | Vriendschappelijk    | Mexico − Paraguay | 1 − 0   |

## Samenvatting
| Competitie        | Totaal gespeeld | Winst Mexico | Gelijk | Winst Paraguay | Doelsaldo Mexico – Paraguay |
| ----------------- | --------------- | ------------ | ------ | -------------- | --------------------------- |
| WK-eindronde      | 1               | 0            | 1      | 0              | 1 − 1                       |
| WK-kwalificatie   | 2               | 1            | 1      | 0              | 1 − 0                       |
| Copa América      | 3               | 1            | 1      | 1              | 7 − 2                       |
| Vriendschappelijk | 15              | 10           | 2      | 3              | 29 − 13                     |
| Totaal            | 21              | 12           | 5      | 4              | 38 − 16                     |

## Details

### Zesde ontmoeting
| Copa América 1995 (Maldonado, Uruguay, 6 juli 1995): |       |                                        |
| Mexico                                               | 1 – 2 | Paraguay                               |
| Luis García 44'                                      | goals | 63' José Cardozo 73' Adriano Samaniego |

### Dertiende ontmoeting
| Vriendschappelijk (San Nicolás de los Garza, Mexico, 25 maart 2007):     |       |                      |
| Mexico                                                                   | 2 – 1 | Paraguay             |
| Jared Borgetti 32' Jared Borgetti 81'                                    | goals | 89' Roque Santa Cruz |
| - Eerste duel van Paraguay onder leiding van bondscoach Gerardo Martino. |       |                      |

### Achttiende ontmoeting
| Vriendschappelijk (Atlanta, Verenigde Staten, 28 mei 2016):                    |       |          |
| Mexico                                                                         | 1 – 0 | Paraguay |
| Andrés Guardado 32'                                                            | goals |          |
| - Debuut van Robert Piris en Blas Riveros (beiden Club Olimpia) voor Paraguay. |       |          |

FMF · A-internationals · Selecties · Bondscoaches · Statistieken · Mexicaans vrouwenelftal · Olympisch elftal · Mexico U21 · Mexico U20 · Mexico U19 · Mexico U18 · Mexico U17
1920 – 1949 ·
1950 – 1969 ·
1970 – 1979 ·
1980 – 1989 ·
1990 – 1999 ·
2000 – 2009 ·
2010 – 2019 ·
2020 – 2029
Copa América 1993 ·
Copa América 1995 ·
Copa América 1997 ·
Copa América 1999 ·
Copa América 2001 ·
Copa América 2004 ·
Copa América 2007 ·
Copa América 2011 ·
Copa América 2015 · 
Copa América 2016
WK 1930 ·
WK 1950 ·
WK 1954 ·
WK 1958 ·
WK 1962 ·
WK 1966 ·
WK 1970 ·
WK 1978 ·
WK 1986 ·
WK 1994 ·
WK 1998 ·
WK 2002 ·
WK 2006 ·
WK 2010 ·
WK 2014 · 
WK 2018
OS 1928 ·
OS 1948 ·
OS 1964 ·
OS 1968 ·
OS 1972 ·
OS 1976 ·
OS 1992 ·
OS 1996 ·
OS 2004 ·
OS 2012 ·
OS 2016 ·
OS 2020
1923 ·
1924–1927 ·
1928 ·
1929 ·
1930 ·
1931–1933 ·
1934 ·
1935 ·
1936 ·
1937 ·
1938 ·
1939–1946 ·
1947 ·
1948 ·
1949 ·
1950 ·
1951 ·
1952 ·
1953 ·
1954 ·
1955 ·
1956 ·
1957 ·
1958 ·
1959 ·
1960 ·
1961 ·
1962 ·
1963 ·
1964 ·
1965 ·
1966 ·
1967 ·
1968 ·
1969 ·
1970 · 
1971 · 
1972 · 
1973 · 
1974 · 
1975 · 
1976 · 
1977 · 
1978 · 
1979 · 
1980 · 
1981 · 
1982 · 
1983 · 
1984 · 
1985 · 
1986 · 
1987 · 
1988 · 
1989 · 
1990 · 
1991 · 
1992 · 
1993 · 
1994 · 
1995 · 
1996 · 
1997 · 
1998 · 
1999 · 
2000 · 
2001 · 
2002 · 
2003 · 
2004 · 
2005 · 
2006 · 
2007 · 
2008 · 
2009 · 
2010 · 
2011 · 
2012 · 
2013 · 
2014 · 
2015 · 
2016 ·
2017 ·
2018 ·
2019 ·
2020 ·
2021 ·
2022 ·
2023
Albanië ·
Algerije ·
Angola ·
Argentinië ·
Australië ·
België ·
Belize ·
Bermuda ·
Bolivia ·
Bosnië en Herzegovina ·
Brazilië ·
Bulgarije ·
Canada ·
Chili ·
China ·
Colombia ·
Congo-Kinshasa ·
Costa Rica ·
Cuba ·
Curaçao ·
DDR ·
Denemarken ·
Dominica ·
Duitsland ·
Ecuador ·
Egypte ·
El Salvador ·
Engeland ·
Estland ·
Fiji ·
Finland ·
Frankrijk ·
Gambia ·
Ghana ·
Griekenland ·
Guatemala ·
Guyana ·
Haïti ·
Honduras ·
Hongarije ·
Ierland ·
IJsland ·
Irak ·
Iran ·
Israël ·
Italië ·
Ivoorkust ·
Jamaica ·
Japan ·
Joegoslavië ·
Kameroen ·
Kroatië ·
Liberia ·
Luxemburg ·
Marokko ·
Martinique ·
Nederland ·
Nederlandse Antillen ·
Nicaragua ·
Nieuw-Zeeland ·
Nigeria ·
Noord-Ierland ·
Noord-Korea ·
Noorwegen ·
Oekraïne ·
Oezbekistan ·
Panama ·
Paraguay ·
Peru ·
Polen ·
Portugal ·
Qatar ·
Roemenië ·
Rusland ·
Saint Kitts en Nevis ·
Saint Vincent en de Grenadines ·
Saoedi-Arabië ·
Schotland ·
Senegal ·
Servië ·
Slovenië ·
Slowakije ·
Sovjet-Unie ·
Spanje ·
Suriname ·
Trinidad en Tobago ·
Tsjechië ·
Tsjecho-Slowakije ·
Tunesië ·
Uruguay ·
Venezuela ·
Verenigde Staten ·
Wales ·
Wit-Rusland ·
Zuid-Afrika ·
Zuid-Korea ·
Zweden ·
Zwitserland
Angola (2006) ·
Argentinië (2006) ·
Brazilië (1999) ·
Brazilië (2014) ·
Brazilië (2018) ·
Duitsland (2018) ·
Frankrijk (2010) ·
Iran (2006) ·
Kameroen (2014) ·
Kroatië (2014) ·
Nederland (2014) ·
Portugal (2006) ·
Uruguay (2010) ·
Zuid-Afrika (2010) ·
Zuid-Korea (2018) ·
Zweden (2018)
APF · A-internationals · Selecties · Bondscoaches · Paraguayaans vrouwenelftal · Paraguay U21 · Paraguay U20 · Paraguay U19 · Paraguay U18 · Paraguay U17
1919 – 1929 · 
1930 – 1939 · 
1940 – 1949 · 
1950 – 1959 · 
1960 – 1969 · 
1970 – 1979 · 
1980 – 1989 · 
1990 – 1999 · 
2000 – 2009 · 
2010 – 2019 ·
2020 − 2029
WK 1930 · 
WK 1950 · 
WK 1958 · 
WK 1986 · 
WK 1998 · 
WK 2002 · 
WK 2006 · 
WK 2010
OS 1992 · 
OS 2004
1919 · 
1920 · 
1921 · 
1922 · 
1923 · 
1924 · 
1925 · 
1926 · 
1927 · 
1928 · 
1929 · 
1930 · 
1931 · 
1932–1936 · 
1937 · 
1938 · 
1939 · 
1940 · 
1941 · 
1942 · 
1943 · 
1944 · 
1945 · 
1946 · 
1947 · 
1948 · 
1949 · 
1950 · 
1951–1952 · 
1953 · 
1954 · 
1955 · 
1956 · 
1957 · 
1958 · 
1959 · 
1960 · 
1961 · 
1962 · 
1963 · 
1964 · 
1965 · 
1966 · 
1967 · 
1968 · 
1969 · 
1970 · 
1971 · 
1972 · 
1973 · 
1974 · 
1975 · 
1976 · 
1977 · 
1978 · 
1979 · 
1980 · 
1981 · 
1982 · 
1983 · 
1984 · 
1985 · 
1986 · 
1987 · 
1988 · 
1989 · 
1990 · 
1991 · 
1992 · 
1993 · 
1994 · 
1995 · 
1996 · 
1997 · 
1998 · 
1999 · 
2000 · 
2001 · 
2002 · 
2003 · 
2004 · 
2005 · 
2006 · 
2007 · 
2008 · 
2009 · 
2010 · 
2011 · 
2012 · 
2013 · 
2014 · 
2015 · 
2016 ·
2017 ·
2018 ·
2019 ·
2020 ·
2021 ·
2022
Argentinië ·
Armenië ·
Australië ·
Bahrein ·
België ·
Bolivia ·
Bosnië en Herzegovina · 
Brazilië ·
Bulgarije ·
Canada ·
Chili ·
China ·
Colombia ·
Costa Rica ·
Denemarken ·
Duitsland ·
Ecuador ·
El Salvador ·
Engeland ·
Frankrijk ·
Georgië ·
Griekenland ·
Guadeloupe ·
Guatemala ·
Honduras ·
Hongarije ·
Hongkong ·
Ierland ·
Indonesië ·
Irak ·
Iran ·
Italië ·
Ivoorkust ·
Jamaica ·
Japan ·
Joegoslavië ·
Jordanië ·
Kameroen ·
Marokko ·
Mexico ·
Nederland ·
Nicaragua ·
Nieuw-Zeeland ·
Nigeria ·
Noord-Korea ·
Noord-Macedonië ·
Noorwegen ·
Oman ·
Oostenrijk ·
Panama ·
Peru ·
Polen ·
Portugal ·
Qatar ·
Roemenië ·
Saoedi-Arabië ·
Schotland ·
Servië ·
Slovenië ·
Slowakije ·
Spanje ·
Togo ·
Trinidad en Tobago ·
Tsjechië ·
Turkije ·
Uruguay ·
Venezuela ·
Verenigde Arabische Emiraten ·
Verenigde Staten ·
Wales ·
Zuid-Afrika ·
Zuid-Korea ·
Zweden
Engeland (2006) · 
Italië (2010) · 
Slovenië (2002) · 
Spanje (2002) · 
Trinidad en Tobago (2006) · 
Zuid-Afrika (2002) · 
Zweden (2006)